# 2019冠状病毒病库拉索疫情
2019冠状病毒病库拉索疫情，介绍在2019新型冠狀病毒疫情中，在库拉索发生的情况。

## 时间轴
2020年3月13日，库拉索宣布确诊首例2019冠状病毒病病例，69岁，荷兰北布拉班特省人。
3月18日，首例确诊病例死亡。同日新增2例确诊，其中一例为首例确诊者的妻子。
3月22日，报告第4例确诊病例，患者自荷兰返回。
3月24日，新增确诊2例，累计确诊6例。
3月26日，报告第7例确诊病例。
3月27日，报告第8例确诊病例。
3月30日，新增确诊3例，累计确诊11例。开始实施宵禁。
4月6日，新增确诊2例，累计确诊13例。